# DMV 트릴로지
DMV 트릴로지(영어: DMV Trilogy)는 미국 메릴랜드주 볼티모어를 연고로 하는 3on3리그인 BIG3 소속 농구 팀이다.